# Castillo de Singra
El castillo de Singra es un castillo situado en la localidad turolense de Singra, en el Jiloca.
Según Florentín Andrés y Valero, antiguamente tenía una muralla de planta rectangular sobre la que destacaban un edificio también rectangular con un torreón igual que la actual torre campanario y un aljibe, así como una galería subterránea que lo comunicaba con el pueblo. En la actualidad se encuentra en ruinas, quedando solo una torre que se reaprovechó como campanario de la iglesia parroquial y aún muestra indicios de su origen bélico como la presencia de saeteras.

## Historia
El castillo se encontraba en los cerros al oeste de la localidad. En esa zona se han localizado los yacimientos arqueológicos de La Retuerta, Los Cabezos I, Los Cabezos II y Cerro, con cerámica íbera que indica que la población del entorno del castillo se remonta a época antigua.
El castillo en sí es sin embargo posterior a la reconquista de la zona por Alfonso I de Aragón. Este tomó la localidad en la misma campaña que Daroca y el resto del Jiloca, entregando inicialmente la aldea al monasterio de San Juan de la Peña. Sin embargo en 1128, dentro de la reorganización de la frontera occidental que siguió a las paces de Támara con el reino de León, entregó Singra al monasterio de Montearagón para su fortificación. Esta primera fortificación probablemente fuera abandonada dentro de los conflictos sucesorios a la muerte de Alfonso, que hicieron que el sur del Jiloca fuera retomado por los musulmanes.
El castillo volvió a ganar importancia al ser parte de la zona de choque entre los reinos de Aragón y Castilla en el siglo XIV. En el año 1338 fue reparado por el rey Pedro IV de Aragón, a cuenta de los ingresos del molino de la localidad. Sin embargo en 1344 el castillo ya consta entre aquellos bajo el control de la comunidad de aldeas de Daroca y no bajo realengo directo.
El estallido de la guerra de los Dos Pedros en 1356 supuso importantes eventos para el castillo. Para finales de 1356 el rey se interesaba por el alcaide designado para la fortaleza. El castillo de Singra formó entonces parte de la segunda línea del valle del Jiloca, estando los diversos castillos de la comarca conectados visualmente entre sí y con atalayas de observación. Pedro I de Castilla realizó en 1358 un ataque en la zona contra Monteagudo del Castillo, que Pedro IV consideró una maniobra de diversión pues esperaba que el principal ataque fuera dirigido contra Singra o alguno de los castillos de su vecindad.
En 1500 había sido adquirido por el alcalde de la localidad. Entre los hechos históricos posteriores cabe señalar que el castillo fue visitado por el rey Fernando VII de España el 13 de abril de 1814. Los últimos restos del castillo se destrozaron durante las Guerras Carlistas.

## Geodesia
Hay un vértice geodésico situado en el castillo a una altitud de 1.057 metros desde el nivel del mar.